# JavaScript könyvtár
A JavaScript library kifejezést olyan függvény- és osztálykönyvtárakra használjuk, melyeket már előre megírtak, és funkciójuk szerint összegyűjtöttek, s melyek segítségével könnyebbé válik a JavaScript alkalmazások fejlesztése. A Web 2.0 és az AJAX alkalmazások térnyerésével egyre fontosabbá vált a JavaScript és a többi webes technológia együttműködése, – például az XML, vagy a CSS, melyekkel az ún. DHTML segítségével a Flashhez hasonlóan látványos felületeket lehetett létrehozni a weboldalakon.
A JavaScript library-knek számos megvalósítása létezik, amiknek köszönhetően a programozó lehetőséget kap a tényleges kód helyett inkább az alkalmazás logikájára koncentrálni.

## Library-k listája
- React – https://reactjs.org
- jQuery – http://jquery.com
- three.js – https://threejs.org/
- date-fns – https://date-fns.org/
- dojo
- extjs
- mochikit
- mootools
- openrico
- qooxdoo
- SproutCore
- UIZE JavaScript Framework
- Yahoo! User Interface Library (YUI)
- My Library Archiválva 2009. november 9-i dátummal a Wayback Machine-ben
- javascriptian's ajax library
- jsAnim

## Külső hivatkozások
- (angolul) List of Really Useful JavaScript Libraries Egy lista a valóban hatékony library-król. Az oldal segít megtalálni az ideális könyvtárat az adott elvárásokhoz.
- (angolul) https://www.javascripting.com Archiválva 2019. június 27-i dátummal a Wayback Machine-ben JavaScript könyvtárak, keretrendszerek listája.